# The Fellowship of the New Life

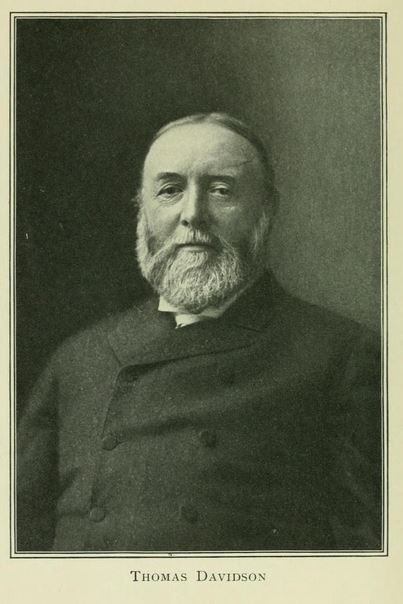
Thomas Davidson 1840–1900

Fellowship of the New Life war eine linke britische Bewegung im späten 19. Jh., aus der die bekanntere Fabian Society hervorgegangen ist.

## Geschichte
Die Kameradschaft wurde 1883 gegründet. Ihr Kopf war der in London lebende schottische Intellektuelle Thomas Davidson. Mitglieder waren Dichter wie der Aktivist der homosexuellen Bewegung Edward Carpenter und John Davidson, der Tierschutzaktivist Henry Stephens Salt, der Sexualforscher Havelock Ellis, die Feministin und lesbische Aktivistin Edith Lees, die südafrikanische Romanautorin Olive Schreiner und der künftige Fabian-Sekretär Edward R. Pease. Eine Zeitschrift trug den Titel Seed-Time.
Das Ziel war die „Kultivierung eines perfekten Charakters in jeder Hinsicht“. Die Gesellschaft sollte umgestaltet werden durch ein Beispiel von sauberem, einfachem Leben. Viele traten für Pazifismus, Vegetarismus und ein einfaches Leben nach dem Vorbild von Leo Tolstoj, Thoreau und Ralph Waldo Emerson ein. Als einige dies auch als politische Bewegung umsetzen wollten, wurde die Gründung einer eigenen Organisation beschlossen, der jeder nach Wunsch beitreten konnte. Die 1884 gegründete Fabian Society wurde erfolgreicher, die Fellowship löste sich 1898 auf.
Davidson stand unter dem Einfluss des italienischen Philosophen und Priesters Antonio Rosmini-Serbati. Nach ihm könne reine Intelligenz eine bessere Gesellschaft herbeiführen. Seit 1883 hielt Davidson Vorlesungen in seinem Haus in Chelsea, zu denen eine Anzahl Intellektueller kam. Davidson war vor allem an intellektueller Geschichte interessiert. 1883 erschien eine Programmschrift der Fellowship von zunächst neun Mitgliedern, die Vita Nuova.
Die abgespaltene Fabian Society war eine um vieles sozialistischere Bewegung als die Fellowship. Edward Pease sagte, das Ziel des Fabianismus liege in der Wiedererlangung von allgemeiner Wohlfahrt und Glück. Von ihr ging die Gründung der Labour Party 1900 aus.